# Karangmukti (Cipeundeuy)
Karangmukti is een bestuurslaag in het regentschap Subang van de provincie West-Java, Indonesië. Karangmukti telt 3405 inwoners (volkstelling 2010).